# Miloš Volešák
Miloš Volešák (ur. 20 kwietnia 1984 w Trenczynie) – słowacki piłkarz występujący na pozycji bramkarza w słowackim klubie MŠK Žilina, w którym pełni również rolę trenera bramkarzy.

## Sukcesy

### Klubowe
AS Trenčín
- Mistrzostwo Słowacji: 2014/2015

MŠK Žilina
- Mistrzostwo Słowacji: 2016/2017